# Jan Henden
Jan Henden (1945) è un ex sciatore alpino norvegese.

## Biografia
Sciatore polivalente, Jan Henden vinse la medaglia di bronzo nella combinata ai Campionati norvegesi 1964; in campo internazionale prese parte a diverse edizioni del trofeo Holmenkollen-Kandahar a Voss e Holmenkollen, gareggiando sia in discesa libera sia in slalom speciale. Non prese parte a rassegne olimpiche o iridate.

## Palmarès

### Campionati norvegesi
- 1 medaglia:
  -  1 bronzo (combinata nel 1964)[senza fonte]